# Rhea (måne)
För andra betydelser, se Rhea (olika betydelser).
Rhea (grekiska ‘Ρέα) är näst störst av Saturnus månar. Rhea består av vatten och is och tros ha en stenkärna, på 1/3 av månens volym. Precis som månen, är samma sida av Rhea alltid vänd mot Saturnus. Det har medfört att baksidan har stora kratrar på över 40 kilometer i diameter, medan Saturnus-sidan har betydligt mindre kratrar. Eftersom Rhea har en av solsystemets äldsta ytor, nästan oförändrad under miljarder år, måste asteroidnedslagen ha varit i Rheas ungdom.
Rhea har en diameter på 1 528 kilometer och är Saturnus näst största måne. Den befinner sig 527 108 kilometer från Saturnus (genomsnittligt avstånd) och har en lutning av 0,345° mot Saturnus bana.

## Namnets ursprung
Rhea har fått sitt namn efter titanen Rhea i den grekiska mytologin. Den kallas också Saturnus V.
Cassini namngav de fyra månar han upptäckte (Tethys, Dione, Rhea och Japetus) Sidera Lodoicea ("Louis" stjärnor "), för att hedra kung Ludvig XIV av Frankrike. När Mimas och Enceladus upptäcktes år 1789 utökades Saturnus kända månar till sju. Det var William Herschels son John Herschel som år 1847 föreslog att de sju månarna skulle uppkallas efter jättarna – titanerna – i den grekiska mytologin.

## Fysiska egenskaper
Rhea är en ISMA med en densitet omkring 1240 kg/m³. Den låga densiteten indikerar att den har en stenig kärna som är mindre än en tredjedel av månens massa, medan resten består av vattenis. Rheas sammansättning liknar den närliggande månen Dione, vilket tyder på att de har en liknande historia. Temperaturen på Rheas yta är -174 °C i fullt solljus, och -220 °C på sidan där det är natt.

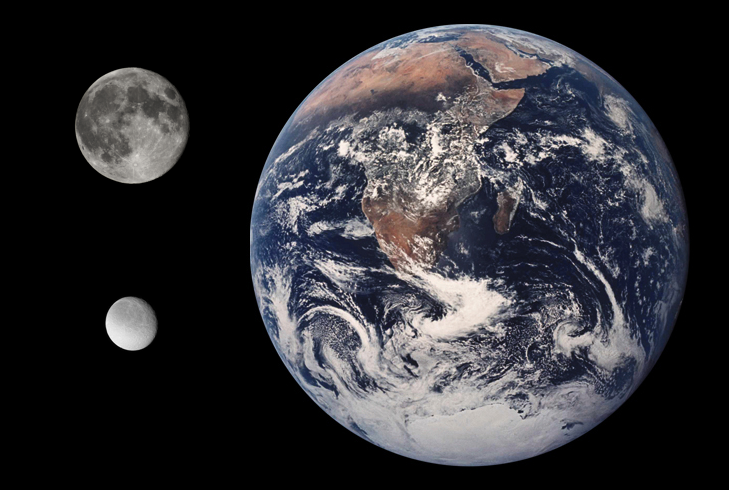
Storleksjämförelse av jorden, månen och Rhea

### Atmosfär
Den 27 november 2010 meddelade NASA upptäckten av en tunn atmosfär. Den består av syre och koldioxid, i proportion ungefär 5 mot 2. Densiteten av atmosfären vid månytan är mellan 105 och 106 beroende på lokal temperatur. Den främsta källan till syre är radiolys av vattenis på ytan av joner som tillhandahålls av Saturnus magnetosfär. Källan till koldioxid är mindre tydlig, men den kan vara relaterad till oxidation av organiska ämnen i is eller avgasning från månens inre.

## Rheas möjliga ringsystem
Rhea kan ha ett svagt ringsystem bestående av tre smala relativt täta band inom en partikelskiva. Detta skulle i så fall vara den första upptäckten av ringar kring en måne. Den möjliga upptäckten annonserades i tidskriften Science den 6 mars 2008.
I november 2005 fann rymdsonden  Cassini en brist på energirika elektroner i Saturnus magnetosfär i närheten av Rhea. Enligt forskarlaget som gjorde upptäckten är den bästa förklaringen till mönstret, att anta att elektronerna absorberas av fast material i form av en ekvatoriell skiva, som i sig innehåller flera tätare ringar eller bågar, med partiklar i storleksordningen kanske flera decimeter till ungefär en meter i diameter. Efterföljande sökande efter ringplanet från flera olika vinklar har genomförts med Cassinis "smalvinkelkamera" (NAC), men inga tecken på ringar har hittats, och i augusti 2010 rapporterade man att det var osannolikt att Rhea hade ringar, och att skälet till elektronbristsmönstret, som är unikt för Rhea, är okänt. Men, en kedja av blåaktiga märken på Rheas yta längs dess ekvator antyder nedslag av ringmaterial och lämnar gåtan olöst.

## Bildgalleri

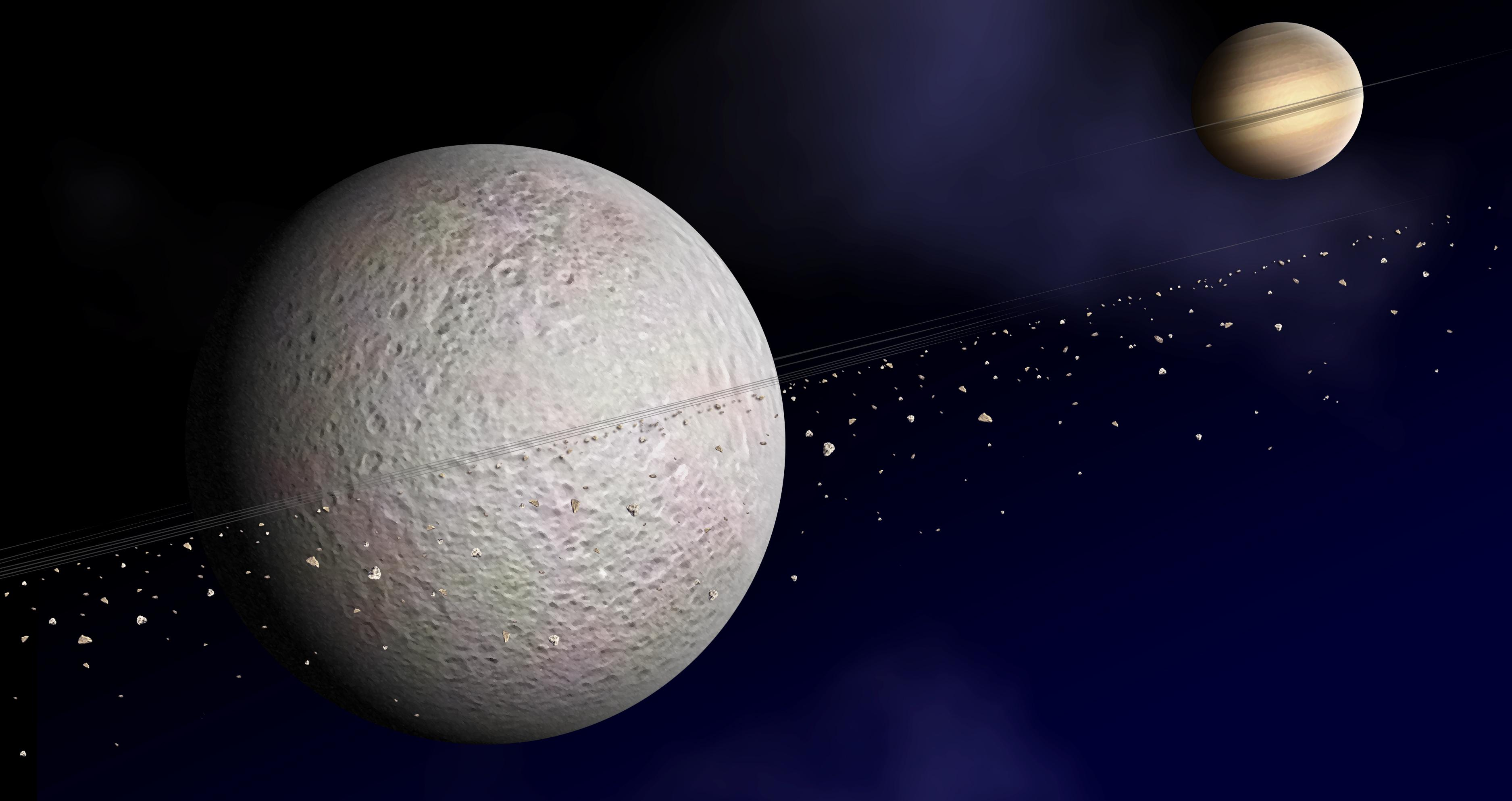
Rheas ringsystem
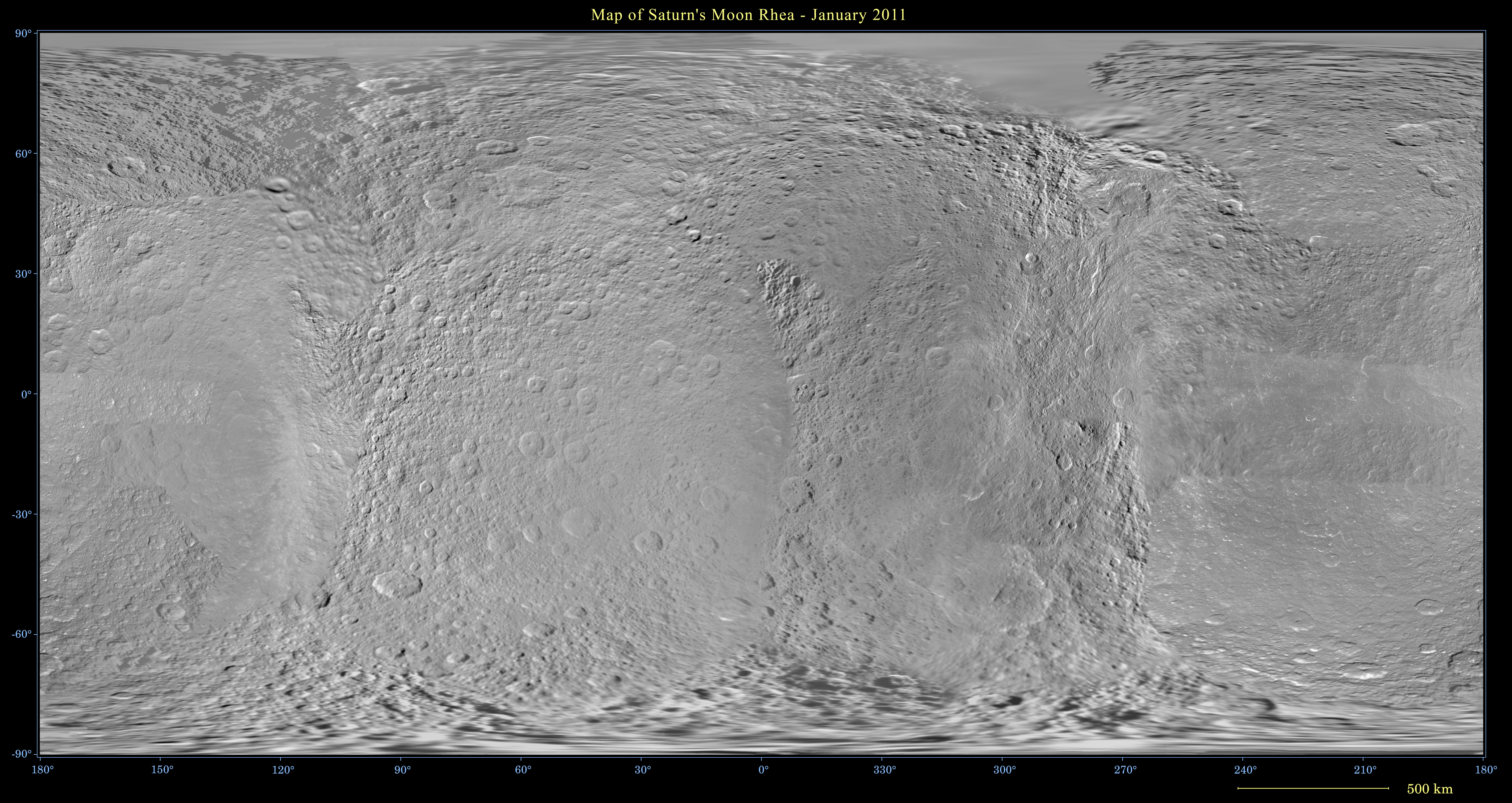
Karta över Rhea